# Base monetària
En economia, la base monetària (BM) (anomenada també base de diners, reserva de diners o high-powered money) és un terme relatiu a l'oferta de diners, concretament la quantitat de diners existents en l'economia d'una determinada zona o país. És el que habitualment s'anomena diners líquids, i inclou moneda, paper moneda i reserves de bancs en el banc central.
Les majors quantitats de base monetària es troben en els dipòsits bancaris del públic (comptes d'estalvi i de xecs). Aquestes quantitats són generalment classificades per uns indicadors anomenats agregats monetaris, o nivells M, on M0 és la més restrictiva, i així successivament fins M4 (aquesta última en desús).

## Gestió
Les Operacions de Mercat Obert són eines de política monetària que afecten directament la base monetària; aquesta pot ampliar-se o reduir-se mitjançant una política expansiva o una política de contracció, però no sense risc.
La base monetària normalment és controlada per la institució del país que controla la política monetària, que generalment sol ser el banc central o el Ministeri d'Economia. Aquestes institucions porten a terme la impressió de moneda i el seu alliberament o retirada de l'economia, a través d'operacions de mercat obert (és a dir, la compra i venda de bons de l'Estat). Aquestes institucions també solen tenir la capacitat d'influir en les activitats bancàries mitjançant la manipulació de les taxes d'interès, i canviant els requeriments de reserves dels bancs.
La base monetària també es denomina en anglès "high-powered money" ("diners d'alta potència") perquè la magnitud dels canvis a la base monetària pot ser enormement magnificada pel multiplicador bancari; és a dir, un petit canvi a la base monetària pot donar lloc a un gran canvi en l'oferta de diners en general. Com a exemple, un increment de la base monetària en 100 pot, en el límit, després de passar per un sistema de banca de reserva fraccionària amb un coeficient d'encaix del 10%, portar a un increment de la massa monetària en 1000, a causa dels efectes multiplicadors del coeficient de reserva fraccionària.

## Equacions bàsiques
Les equacions bàsiques monetàries relacionen massa monetària, base monetària, efectiu, dipòsits i multiplicador bancari amb els crèdits comercials que atorguen els bancs als clients.
| {\displaystyle \ M=E+D} |
| {\displaystyle \ H=E+R} |
| {\displaystyle \ M=mH}  |

- M és la massa monetària
- E és l'efectiu
- D són els dipòsits
- H és la base monetària
- R són les reserves bancàries
- m és el multiplicador bancari

Els crèdits denominats comercials creixen amb el multiplicador bancari i disminueixen si augmentem la base monetària, efectiu més reserves.
| {\displaystyle \ CC=M-H}                       |
| {\displaystyle \ CC=mH-H\rightarrow CC=(m-1)H} |

 CC  són els crèdits comercials